# مسرح ديونيسيوس
مسرح ديونيسيوس (بالإنجليزية: Theatre of Dionysus)‏ هو مسرح إغريقي مكشوف يُعتبر من أقدم المسارح في أوروبا، وما تزال آثاره باقية حتى الآن في أثينا. كان يُستخدم لإقامة المهرجانات تكريماً للإله ديونيسوس. يصل استيعاب المسرح إلى 17,000.